# Emblematical Print on the South Sea Scheme
Emblematical Print on the South Sea Scheme (aussi connue comme The South Sea Scheme — soit « Estampe emblématique de la Combine de South Sea » ou encore L'Affaire des Mers du Sud) est une estampe de jeunesse réalisée par William Hogarth en 1721 et largement diffusée. Elle caricature la spéculation financière, la corruption et la crédulité causées par la spéculation exponentielle sur les cours de la Compagnie des mers du Sud survenue en Angleterre et ayant entraîné le krach de 1720.

## Contexte
La South Sea Company (dite en français, la « Compagnie de la mer du Sud ») est une société par actions britannique fondée en 1711. Elle obtient le monopole du marché avec les colonies espagnoles en Amérique du Sud grâce à un traité signé lors de la guerre de Succession d'Espagne en contrepartie de l’absorption par la société de la dette nationale de l'Angleterre contractée lors de la guerre. La spéculation sur les actions de la Compagnie par toutes les strates de la société londonienne provoquent la création d'une bulle économique en 1720, avec le prix des actions de la société montant rapidement de 100 £ à 1 000 £. Plusieurs investisseurs sont ruinés quand la bulle explose et que la valeur des actions de la South Sea Company s'effondre. Un scandale politique retentissant s'ensuit quand la fraude par les directeurs de la compagnie et la corruption des ministres sont avérées.
La même personne qui a fondé la Compagnie de la mer du Sud, Robert Harley, a également créé une loterie d'État qui a un immense succès.
L'événement provoque la publication de plusieurs estampes satiriques par des artistes étrangers, qui sont publiées dans les journaux anglais, et notamment une version de A Monument Dedicated to Posterity (« Un monument dédié à la postérité ») de Bernard Picart adaptée par Bernard Baron qui représente la Folie attirant la Fortune dans une charrue pendant qu'elle douche une foule d'investisseurs pleins d'espoir avec des bulles d'art et des jets inutiles de papiers plutôt qu'avec des richesses qu'ils espéraient.

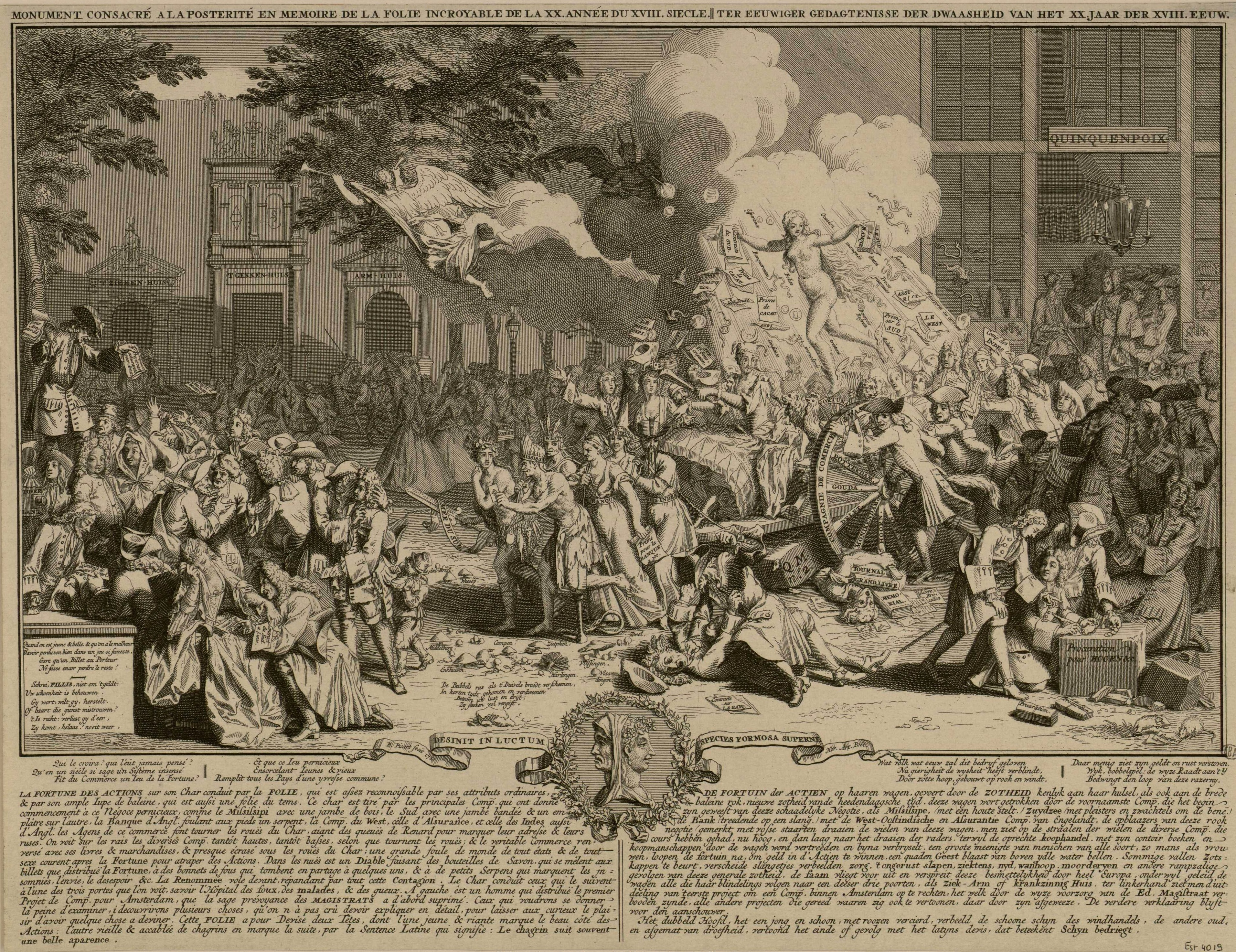
La cohue rue Quincampoix, à Paris, lors de la spéculation sur le « système de Law » et sa banqueroute en 1720 (gravure satirique et allégorique de Bernard Picart).

Hogarth crée l'estampe en 1721, en réponse aux gravures étrangères (Paris et Amsterdam) et vise la spéculation qui agite Londres au début du XVIIIe siècle et le gouvernement whig. Les événements avaient un intérêt tout particulier pour Hogarth, son père ayant été enfermé dans la Fleet Prison de 1707 à 1712 pour être débiteur en défaut et étant mort prématurément en 1718. The South Sea Scheme est l'une des premières approches de Hogarth dans la gravure, lui qui s'est établi comme graveur sur cuivre et peintre après que son apprentissage auprès du graveur sur argent Ellis Gamble s'est achevé rapidement en 1720. Hogarth s'en prend à ceux qui veulent devenir riches très rapidement au travers de combines spéculatives ou des loteries.

## Description
L'estampe montre une scène londonienne, avec le Guildhall et sa statue monumentale du géant Gog à gauche, une colonne classique basée sur le Monument au Grand incendie de Londres à droite, et le dôme de la cathédrale Saint-Paul de Londres émerge derrière les édifices en arrière-plan. La base des colonnes porte une inscription qui indique que « ce monument fut érigé en mémoire de la destruction de la ville par la Compagnie de la mer du sud en 1720 », tandis que des renards se battent dessus. Ce n'est pas un hasard si dans la scène de Hogarth, le monument, un symbole de l'avidité de la ville, éclipse Saint-Paul, un symbole de la charité chrétienne.
Hogarth moque l'enthousiasme de ses concitoyens en présentant la scène sous forme de foire : le centre de la composition est occupé par une roue de Fortune ou un carrousel chevauché par des figures représentatives d'un large pan de la société trompé par la combine, incluant une prostituée et un religieux à gauche, puis un « bottes noires » et une sorcière, et un noble écossais à droite, sur un cheval avec une tête d'homme gros ; il utilise là les éléments de la satire anglaise pour se moquer des héros littéraires en les confrontant à la réalité. La chevauchée est surmontée par une chèvre et le slogan « Qui chevauchera » et est entourée d'une foule se bousculant en contrebas. Vers le premier plan de cette foule, un petit pickpocket fouille les poches d'un homme plus grand. Paulson identifie le premier comme une caricature du poète Alexander Pope, qui a profité de la combine de la compagnie de la mer du sud ; Paulson se demande si l'autre n'est pas le poète John Gay, qui, refusant d'encaisser suffisamment de ses actions pour se permettre d'avoir « une chemise propre et une épaule de mouton chaque jour », a perdu son investissement et tous les profits qu'il avait imaginés.

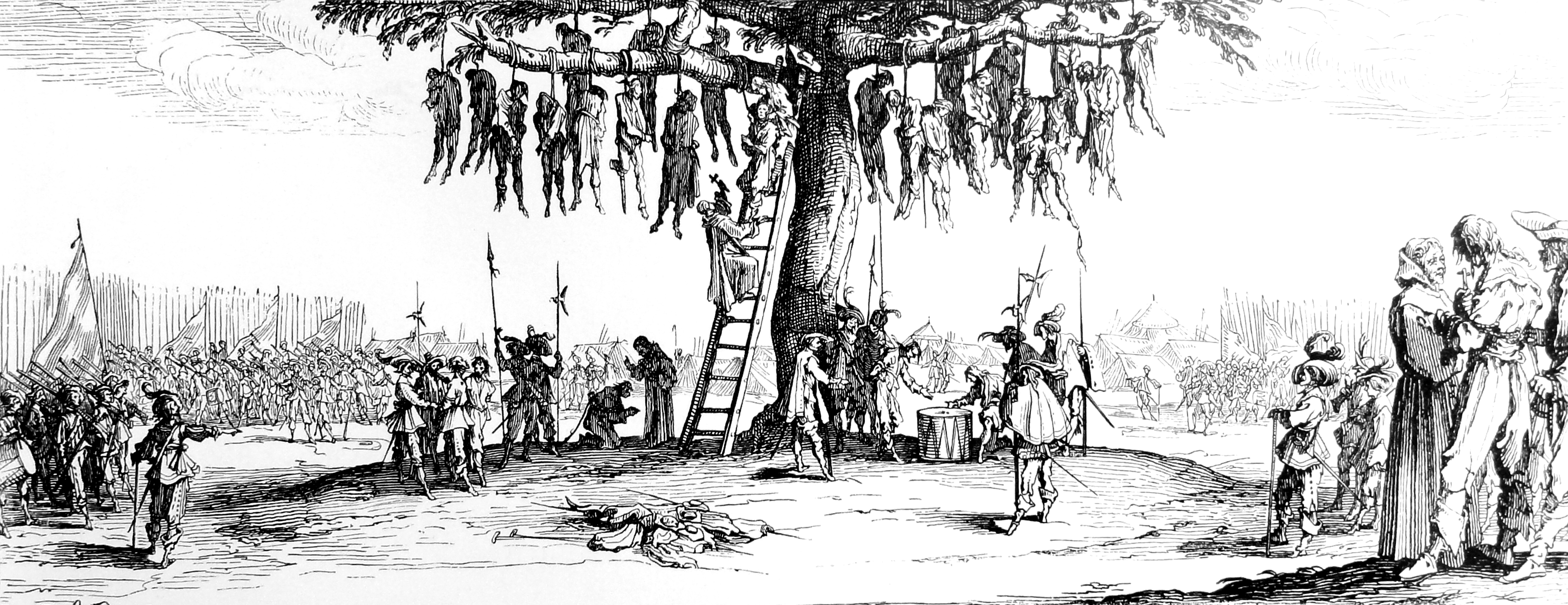
Les Grandes Misères de la guerre de Jacques Callot.

L'image de la roue est une parodie de La Pendaison de Jacques Callot dans sa série Les Grandes Misères de la guerre, et la foule est agrémentée d'éléments repris de l'estampe La Roue[réf. nécessaire]. La mise en scène est une rue contemporaine et facile à identifier — en ceci, Hogarth reprend le même principe que Picart dans La cohue rue Quincampoix — ce qui permet de juxtaposer l'illusion et la réalité. Les femmes au balcon, en haut à gauche de la composition, font la queue pour entrer dans un bâtiment surmonté par une ramure — symbole de l'adultère —, sous une pancarte qui offre de « mettre en jeu des maris au loto ». La satire est accentuée par une série de figures allégoriques, identifiées par des lettres expliquant le vers ci-dessous. À gauche, une Fortune aux yeux bandés est pendue par ses cheveux depuis le balcon du Guildhall (le magasin du diable) pendant qu'un démon ailé coupe des parties de son corps avec une faux et jette les bouts ensanglantés à la foule aux abois. Au coin inférieur gauche, des vêtements particuliers définissent un Catholique, un Juif et un Puritain, qui ignorent la scène tumultueuse pour se concentrer sur leur jeu de hasard. À leur droite, la figure nue de l'Honnêteté subit le supplice de la roue infligé par l'Égoïsme, tandis qu'un prêtre anglican regarde. Plus loin à droite, l'Infamie — qui a retiré son masque de carnaval, lequel pend désormais entre ses jambes — fouette l'Honneur sous la colonne. Près de là, un singe — symbole de l'imitation — porte une épée de gentilhomme et un chapeau de baron et est enveloppé dans la cape d'Honneur. Dans le coin inférieur droit, la figure du Commerce est étendue, endormie, évanouie ou morte, ignorée de tous.
Sous l'image, l'estampe propose les vers suivants :
| Voyez les Causes pour lesquelles à Londres, Tant d'hommes se sont faits, et défaits, Que les arts, et le commerce honnête ont fait chuter, Pour affluer dans le magasin du diable, (A) Qui coupe (B) les hanches dorées de la Fortune | Piégeant leurs âmes avec des loteries et des jeux de hasard, Les partageant des jarretelles bleues À tous les tabliers bleus de la ville. Ici toutes les religions baignent ensemble, Comme l'apprivoisée et sauvage volaille d'un plumage, | Portant les conséquences de leurs querelles religieuses, S'agenouillant pour jouer à un jeu de hasard[N 10]; (C) Alors quand les Bergers commencent à jouer, Leurs ouailles doivent certainement se perdre ; Dû à la dramatique Cause de ces temps. | (E) Honneur, et (D) Honnêteté, sont des crimes, Qui sont publiquement punis par (G) Égoïsme, et (F) Infamie ; Tout ça pour la puissance magique de l'argent Supposons qu'après la mort, vous en trouverez davantage. |

## Publication de l'estampe
William Hogarth aurait essayé de vendre des copies de l'estampe en 1721, mais aucune publicité ne semble en avoir été faite. En 1724, à la suite de sa tentative infructueuse de rompre le monopole des marchands d'estampe — détenu par la Stationers' Company — en publiant lui-même son estampe populaire The Bad Taste of the Town (également connu sous le titre Masquerades and Operas), Hogarth vend Emblematical Print on the South Sea Scheme et une autre estampe de 1724 intitulée The Lottery par l'intermédiaire du marchand d'estampes Chilcott à Westminster Hall et Caldwell à Newgate Street. Les estampes sont vendues 1 shilling chacune.
Il existe plusieurs états de cette estampe. Entre le premier et le deuxième état, des corrections mineures sont faites, notamment le remplacement de « And Swarm » par « To Swarm » dans le poème ci-dessus ; mais dans tous les autres états, seule la ligne de publication change, pour faire correspondre le bon marchand d'estampes. Le dernier état connu, réalisé après 1751, voit sa ligne de publication effacée complètement.
Dans un dessin préparatoire, mentionné dans le catalogue de Oppe, la cathédrale de Saint-Paul, le Guildhall et plusieurs figures du carrousel n'apparaissent pas ; Honnêteté est une femme, et les inscriptions sur le monument et sur la salle de loterie sont différentes.

## Réception
Le spécialiste de Hogarth Ronald Paulson explique que dans le contexte du début du XVIIIe siècle, Hogarth « émerge avec un certain génie pour la représentation comique et la maîtrise du symbolisme politique populaire et de l'imagerie et l'iconographie sophistiquée des beaux-arts » et décrit Emblematical Print on the South Sea Scheme comme « LA gravure originale sur la Bulle réalisée par un artiste anglais ». John J. Richetti affirme que « la satire graphique anglaise commence réellement avec Emblematical Print on the South Sea Scheme de Hogarth ».